# 임의적 기재사항
임의적 기재사항(任意的 記載事項)은 필요적 기재사항 이외의 것들로, 기재하지 않거나 잘못 되어도 계약이 무효가 되지는 않는다. 유익적 기재사항(有益的 記載事項)이라고도 한다.

## 같이 보기
- 필요적 기재사항